# Ramūnas Navardauskas
Ramūnas Navardauskas (født 30. januar 1988 i Silale) er en tidligere professionel litauisk landevejscykelrytter.

## Meritter
2007
Litauisk mester i landevejscykling
2010
Boucles Catalanes
Liège-Bastogne-Liège U23
Tour du Perigord A Travers les Bastides
To etapesejre Bidasoa Itzulia
Etapesejr Ronde de l'Isard d'Ariège, U23
Etapesejr Boucles de la Mayenne
2011
Litauisk mester i landevejscykling